# Campeonato Europeo de Gimnasia Rítmica de 2011
El XXVII Campeonato Europeo de Gimnasia Rítmica se celebró en Minsk (Bielorrusia) entre el 26 y el 29 de mayo de 2011 bajo la organización de la Unión Europea de Gimnasia (UEG) y la Federación Bielorrusa de Gimnasia.
Las competiciones se realizaron en la Minsk Arena de la capital bielorrusa.

## Resultados
| Evento                                | Oro                                            | Plata                                  | Bronce                                    |
| ------------------------------------- | ---------------------------------------------- | -------------------------------------- | ----------------------------------------- |
| Pelota (29.05)                        | Liubou Charkashyna · Bielorrusia · 28,450 pts. | Evgenia Kanayeva · Rusia · 28,350 pts. | Daria Dmitrieva · Rusia · 27,575 pts.     |
| Mazas (29.05)                         | Liubou Charkashyna · Bielorrusia · 28,300      | Neta Rivkin Israel 27,900              | Alina Maxymenko · Ucrania · 27,525        |
| Cinta (29.05)                         | Evgenia Kanayeva · Rusia · 29,275              | Daria Kondakova · Rusia · 29,075       | Silviya Miteva Bulgaria 27,825            |
| Aro (29.05)                           | Evgenia Kanayeva · Rusia · 29,450              | Daria Kondakova · Rusia · 29,025       | Liubou Charkashyna · Bielorrusia · 28,200 |
| Concurso completo por equipos (28.05) | Rusia · 230,800                                | Bielorrusia · 223,125                  | Ucrania · 214,200                         |

## Medallero
| Núm. | País        | Oro | Plata | Bronce | Total |
| ---- | ----------- | --- | ----- | ------ | ----- |
| 1    | Rusia       | 3   | 3     | 1      | 7     |
| 2    | Bielorrusia | 2   | 1     | 1      | 4     |
| 3    | Israel      | 0   | 1     | 0      | 1     |
| 4    | Ucrania     | 0   | 0     | 2      | 2     |
| 5    | Bulgaria    | 0   | 0     | 1      | 1     |
|      | TOTAL       | 5   | 5     | 5      | 15    |